# Pachypeza pennicornis
Pachypeza pennicornis är en skalbaggsart som först beskrevs av Ernst Friedrich Germar 1824.  Pachypeza pennicornis ingår i släktet Pachypeza och familjen långhorningar.
Artens utbredningsområde är:
- Paraguay.
- Uruguay.

Inga underarter finns listade i Catalogue of Life.